# 王注
王注（1464年—？），字禹成，直隸河間府獻縣人，軍籍，明朝政治人物。

## 生平
弘治八年乙卯科順天府鄉試第八十二名舉人。弘治十五年（1502年）中式壬戌科會試第二百一名，三甲第五十三名進士。初授高密县知县，正德二年（1507年）四月选授廣東道試御史，四年巡按福建，监考五年福建乡试，六年五月升贵州按察司佥事，九年二月升陕西苑马寺少卿。

## 家族
曾祖王九寧；祖父王諒，壽官；父王琮，知州。母楊氏。永感下。兄王棋（義官）。弟王淮（主簿）、王澤（驿丞）。